# James Bagian
James Philip Bagian (Philadelphia, 22 februari 1952) is een Amerikaans voormalig ruimtevaarder. Bagian zijn eerste ruimtevlucht was STS-29 met de spaceshuttle Discovery en vond plaats op 13 maart 1989. Tijdens de missie werd een satelliet in de ruimte gebracht. Ook werden er experimenten uitgevoerd door de bemanning. 
In totaal heeft Bagian twee ruimtevluchten op zijn naam staan. In 1995 verliet hij NASA en ging hij als astronaut met pensioen.